# Cainscross
Cainscross è una località e parrocchia civile dell'Inghilterra, appartenente alla contea del Gloucestershire.